# Inukshuk, l'homme debout
Inukshuk, l'homme debout est un roman épistolaire de l'oulipien Hervé Le Tellier publié en 1999 chez Le Castor astral. L'ouvrage est illustré de vidéogrammes de Jean-Baptiste Decavèle. Il est réédité en format poche chez Folio en 2023.

## Présentation
Inukshuk, l'homme debout est un court roman épistolaire entre un homme parti en territoire inuit dans le Nord canadien pour survivre à un deuil et une femme résidant à Paris qui essaie de lui faire retrouver le chemin du retour,.

## Anecdote
L' Inukshuk est un édifice de pierre permettant à l'homme seul de ne pas s'égarer dans l'étendue neigeuse. C'est un empilement de pierres (ou cairn) construit par les peuples inuit et yupik dans les régions arctiques d'Amérique du Nord.